# Antonio Ghislanzoni
Antonio Ghislanzoni, född 25 november 1824 i Lecco i Lombardeit, död 16 juli 1893 i Caprino Bergamasco i Bergamo, var en italiensk librettist, journalist, poet, romanförfattare.
Ghislanzoni studerade ett kort tag vid ett teologiskt seminarium men blev relegerad på grund av dåligt uppförande 1841. Han bestämde sig därefter för att börja studera medicin i Pavia, men övergav den tanken kort därefter för att fullfölja en sångkarriär som baryton och för att lägga energi på sina litterära intressen.
År 1848 skapade Ghislanzoni, inspirerad av Mazzinis nationalistiska idéer, flera republikanska tidningar i Milano men var så småningom tvungen att ta sin tillflykt till Schweiz. Under sin resa till Rom, där han ville hjälpa till att försvara den gryende republiken, greps han av fransk polis och hölls under en kort period i Korsika.
Under mitten av 1850-talet blev Ghislanzoni, med scenkarriären som offer, intensivt aktiv på det journalistiska området runt bohemiska kretsar i Milano, som chef på Italia musicale och redaktör för Gazzetta musicale di Milano. Han grundade också tidningen L'uomo di pietra, samarbetandes med, bland andra, Arrigo Boito.
År 1869 drog sig Ghislanzoni tillbaka från journalistiken och återvände till Lombardiet, där han hängav sig åt att skriva libretter för operor. Han skrev många noveller i verser och diverse romaner, bland annat Un suicidio a fior d'acqua (1864), Angioli nelle tenebre (1865), La contessa di Karolystria (1883), Abracadabra och Storia dell'avvenire (1884). Hans roman om scenlivet, Gli artisti da teatro, (1865), återutgavs under 1900-talet. Han producerade också musikessäer. Den viktigaste av dem var Reminiscenze artistiche.
Ghislanzoni skrev runt 85 libretter, inklusive Ednea for Catalani (1866), Aida (1870) och andra versionen av La forza del destino (1869). Han åtog sig också att översätta den italienska versionen av Don Carlos för Verdi.